# Wartezeit (Private Versicherung)
Wartezeiten finden in den privaten Versicherungszweigen überall dort Anwendung, wo für die Gesellschaften durch verstecke Gefahrumstände (zum Beispiel durch fehlende medizinische Dokumentationen wie Atteste oder Behandlungsunterlagen) ein verdecktes Leistungsrisiko entstehen kann. 
Grundsätzlich umfasst die Wartezeit eine festgelegte Zeitspanne zwischen dem eigentlichen vertraglich festgelegten Beginn der Versicherung (durch die Annahmeerklärung der Gesellschaft oder das Datum des Versicherungsscheins) und dem ersten Tag, ab dem der Versicherungsnehmer eine Versicherungsleistung in Anspruch nehmen kann. Dieser Leistungsverzicht finden unter anderem Anwendung in:
- der privaten Krankheitskostenversicherung
- der Berufsunfähigkeits-/Erwerbsunfähigkeitsversicherung
- Teilbereichen der Rechtsschutzversicherung
- Teilbereichen der Lebensversicherung
- Tierkranken-/OP-Kostenversicherung.

## Wartezeit in der privaten Krankenversicherung
Im Rahmen privater Krankheitskostenversicherungen, die auf Kapitel 8 des VVG (Versicherungsvertragsgesetz) bzw. den Musterbedingungen des PKV-Verbands beruhen (MB/KK 2009: Krankheitskosten- und Krankenhaustagegeldversicherung), finden allgemeine sowie besondere Wartezeiten Anwendung. Letztere gelten für:
- Entbindung
- Psychotherapie
- Zahnbehandlung
- Zahnersatz und Kieferorthopädie

und erstrecken sich über einen Zeitraum von 8 Monaten. Für die allgemeine Wartezeit ist nach § 197 VVG eine Frist von 3 Monaten vorgesehen. Beide Wartezeiten gelten nicht für Leistungsansprüche, deren Ursache durch einen Unfall begründet wird. Zusätzlich räumt § 3 Abs. 4 MB/KK 2009 Versicherungsnehmern die Möglichkeit ein, mithilfe eines ärztlichen Zeugnisses die Wartezeit abzukürzen.
Eine Verkürzung kommt darüber hinaus auch dann in Betracht, wenn der Versicherungsnehmer Vorversicherungszeiten einer früheren Krankheitskostenversicherung nachweisen kann, die nicht älter als 2 Monate sind (zwischen dem Ende der alten Versicherung und dem Beginn der neuen Versicherung dürfen nicht mehr als 2 Monate liegen).

## Wartezeiten in der Berufsunfähigkeits-/Erwerbsunfähigkeitsversicherung
In der Sparte der Berufsunfähigkeits- bzw. Erwerbsunfähigkeitsversicherung gelten keine übergreifend definierten Wartezeiten, die sich an einem festgelegten Datum (Versicherungsbeginn o. Ä.) orientieren. Stattdessen enthalten die Versicherungsbedingungen durch die Definition der Berufs- bzw. Erwerbsunfähigkeit eine individuelle Wartezeit von in der Regel 6 Monaten, da die Berufs- bzw. Erwerbsunfähigkeit für einen wirksamen Leistungsanspruch über diesen Zeitraum (voraussichtlich) zu bestehen hat. Abseits dieses allgemein üblichen sechsmonatigen Zeitraums werden durch einige Gesellschaften individuelle Gestaltungsmöglichkeiten der Wartezeit angeboten, die sich auf bis zu 24 Monate erstrecken können.

## Wartezeiten in der Rechtsschutzversicherung
Bezüglich der Regelungen zu Wartezeiten bietet die Versicherungssparte der Rechtsschutzversicherungen ein heterogenes Bild. Einige Bereiche – wie das Straf- oder Verkehrsrecht – werden seitens der Gesellschaften aus Wartezeitregelungen ausgeklammert. Im:
- Arbeitsrecht
- Steuerrecht
- Sozialrecht
- Vertragsrecht
- Mietrecht

gilt in der Regel eine Wartezeit von drei Monaten. Allerdings sehen die Versicherer im Rechtsschutz Möglichkeiten für Wartezeitverkürzungen vor – zum Beispiel durch Vorversicherungszeiten.

## Wartezeiten in der Tierkranken-/OP-Kostenversicherung
Im Bereich der Tierkranken- und OP-Kostenversicherung (für Tiere) werden seitens der Gesellschaften Wartezeitregelungen individuell gestaltet. Der Umfang des leistungsfreien Zeitraums variiert einerseits mit dem versicherten Tier als auch den ursächlichen Gefahren. Tarife für Hunde und Katzen werden häufig mit Wartezeiten zwischen 30 Tagen bis 3 Monaten ausgestattet. Tierkranken- und OP-Kostenversicherung für Pferde können dagegen für einige Diagnosen eine Wartezeiterweiterung auf bis zu 12 Monate enthalten.